# Моццагронья
Моццагронья (итал. Mozzagrogna) — коммуна в Италии, расположена в регионе Абруццо, подчиняется административному центру Кьети.
Население составляет 2055 человек, плотность населения составляет 158 чел./км². Занимает площадь 13 км². Почтовый индекс — 66030. Телефонный код — 0872.
Покровителем населённого пункта считается San Rocco. Праздник ежегодно празднуется 16 августа.